# Renascer de Vaz Lobo
O Grêmio Recreativo Escola de Samba Renascer de Vaz Lobo é uma Escola de Samba da cidade do Rio de Janeiro, sendo sediada no bairro de Vaz Lobo.
Foi criada no ano de 15 de Março de 2017, por dissidentes da escola de samba União de Vaz Lobo.
Inicialmente, pleiteou desfilar como escola de samba, em 2019, mas como não conseguiu verba para desfilar, desistiu. Se filiou à Federação dos Blocos Carnavalescos do Estado do Rio de Janeiro no mesmo ano, finalmente desfilando, agora como bloco de enredo. Seu enredo abordou a Avenida Ministro Edgar Romero, que corta os bairros de Madureira e Vaz Lobo. Com o segundo lugar obtido, a agremiação ascendeu para o segundo grupo dos blocos. Para 2022 a agremiação escolheu contar a lenda das sereias na avenida, a escola apresentou um bom desfile obtendo a 4.º Colocação. Em julho de 2022 a agremiação perdeu o seu fundador e Presidente "Joca" isso sua vice "Cida Santos" assumiu a presidência da agremiação, uma reviravolta ocorreu no final de dezembro, Cida Santos renunciou do cargo e em seu lugar foi eleito Marcos Queiroz conhecido como "Marquinhos", o mesmo teve apenas 30 dias para montar o carnaval da agremiação, a escola fez um bom desfile porém obrigatoriedades de presença em reuniões da liga que não foram cumpridas pela ex-presidente tirou a agremiação de Vaz Lobo da briga pelo campeonato culminando em um 7º Lugar.
Em 2024, o bloco conseguiu o tão esperado acesso para o Grupo 1 dos blocos ao apresentar o enredo sobre a Bahia.

## Carnavais
| Ano  | Colocação   | Grupo                               | Enredo                                                           | Carnavalesco                                   | Ref.        |
| ---- | ----------- | ----------------------------------- | ---------------------------------------------------------------- | ---------------------------------------------- | ----------- |
| 2020 | Vice-Campeã | Grupo C dos Blocos Segunda divisão  | Ministro Edgard Romero – Saudosa e Atual. A Avenida do meu Lugar | Comissão de Carnaval                           | [ 7 ] [ 5 ] |
| 2022 | 4º lugar    | Grupo B dos Blocos Segunda divisão  | Da Mitologia à Religião a Renascer mergulha num mar de Emoção    | Lucas Henrique, Marcos Queiroz e Ricardo Alves |             |
| 2023 | 7º lugar    | Grupo B dos Blocos Segunda divisão  | Um País Festeiro, Orgulho de ser Brasileiro                      | Ricardo Alves e Lucas Henrique                 |             |
| 2024 | Campeã      | Grupo 2 dos Blocos Segunda divisão  | Da Bahia ao Rio, o Axé das Mães do Samba                         | Pedro Lucas                                    |             |
| 2025 | Campeã      | Grupo 1 dos Blocos Primeira divisão | Onde Está Você, Minha Amada Colombina?                           | Pedro Lucas                                    |             |